# تپه مشول ۲
تپه مشول ۲ مربوط به دوران پیش از تاریخ ایران باستان است و در شهرستان شوشتر، روستای دیلم جدید واقع شده و این اثر در تاریخ ۵ آذر ۱۳۸۰ با شمارهٔ ثبت ۴۳۷۴ به‌عنوان یکی از آثار ملی ایران به ثبت رسیده‌است.